# Васил Чакаларов (Коритен)
 Тази статия е за солунския войвода на ВМРО.  За костурския войвода вижте Васил Чекаларов.  
Васил Гамандов или Гемидиев Чакаларов, Чекаларов или Чехларов е български революционер, солунски деец на Вътрешната македоно-одринска революционна организация и на Вътрешна македонска революционна организация.

## Биография
Васил Чакаларов е роден през 1879 година в Солунското село Коритен, тогава в Османската империя. Завършва IV отделение. След убийството на Атанас Чопката през 1899 година ръководи чета, с която води 18 сражения с турски и 8 с гръцки части. След Солунските атентати е арестуван и осъден на 101 години затвор от турските власти. При общата амнистия от 1904 година е освободен. Последователно е четник при Мито Патарозлиев в 1910 година, Христо Чернопеев през 1911 година и Тодор Александров през 1912 година.
При избухването на Балканската война в 1912 година е доброволец в Македоно-одринското опълчение и служи в четата на Тодор Александров.
От май 1923 година застава начело на солунската околийска чета на ВМРО. През юни Солунската чета заедно с Кукушката на Димитър Димашев и Поройската чета минават Беласица и действа заедно с Кукушката чета в Кукушко. Сражава се в Круша без загуби, но поради изселването на българите от Солунско не успява да извърши дейност в Солунско, макар в края на август секретарят на Чакаларов Петков прониква с част от четата в областта и дори се сражава без загуби при Деве Каран.
Преселва се в Пловдив. Негов син е комунистическият активист Коста Чекаларов.